# Cantó de Corbie
El cantó de Corbie és un cantó francès del departament del Somme, situat al districte d'Amiens. Té 23 municipis i el cap és Corbie.

## Municipis
- Aubigny
- Baizieux
- Bonnay
- Bresle
- Bussy-lès-Daours
- Corbie
- Daours
- Fouilloy
- Franvillers
- Le Hamel
- Hamelet
- Heilly
- Hénencourt
- Lahoussoye
- Lamotte-Brebière
- Lamotte-Warfusée
- Marcelcave
- Ribemont-sur-Ancre
- Vaire-sous-Corbie
- Vaux-sur-Somme
- Vecquemont
- Villers-Bretonneux
- Warloy-Baillon

## Història
| Data d'elecció                           | Identitat         | Partit              | Qualitat |
| ---------------------------------------- | ----------------- | ------------------- | -------- |
| 1945-1949                                | Léon Lemaire      | PCF                 |          |
| 1949-1972                                | Paul Domisse      | SFIO                |          |
| 1972-1985                                | Claude Lemoine    | PCF                 |          |
| 1985-2004                                | Alain Gest        | UDF-PR, després UMP |          |
| 2004-                                    | Isabelle Demaison | PS                  |          |
| les dades anteriors no són pas conegudes |                   |                     |          |
|                                          |                   |                     |          |

## Demografia
| A partir de 1990: Població sense dobles comptes |